# Galeria Sławy niemieckiej piłki nożnej

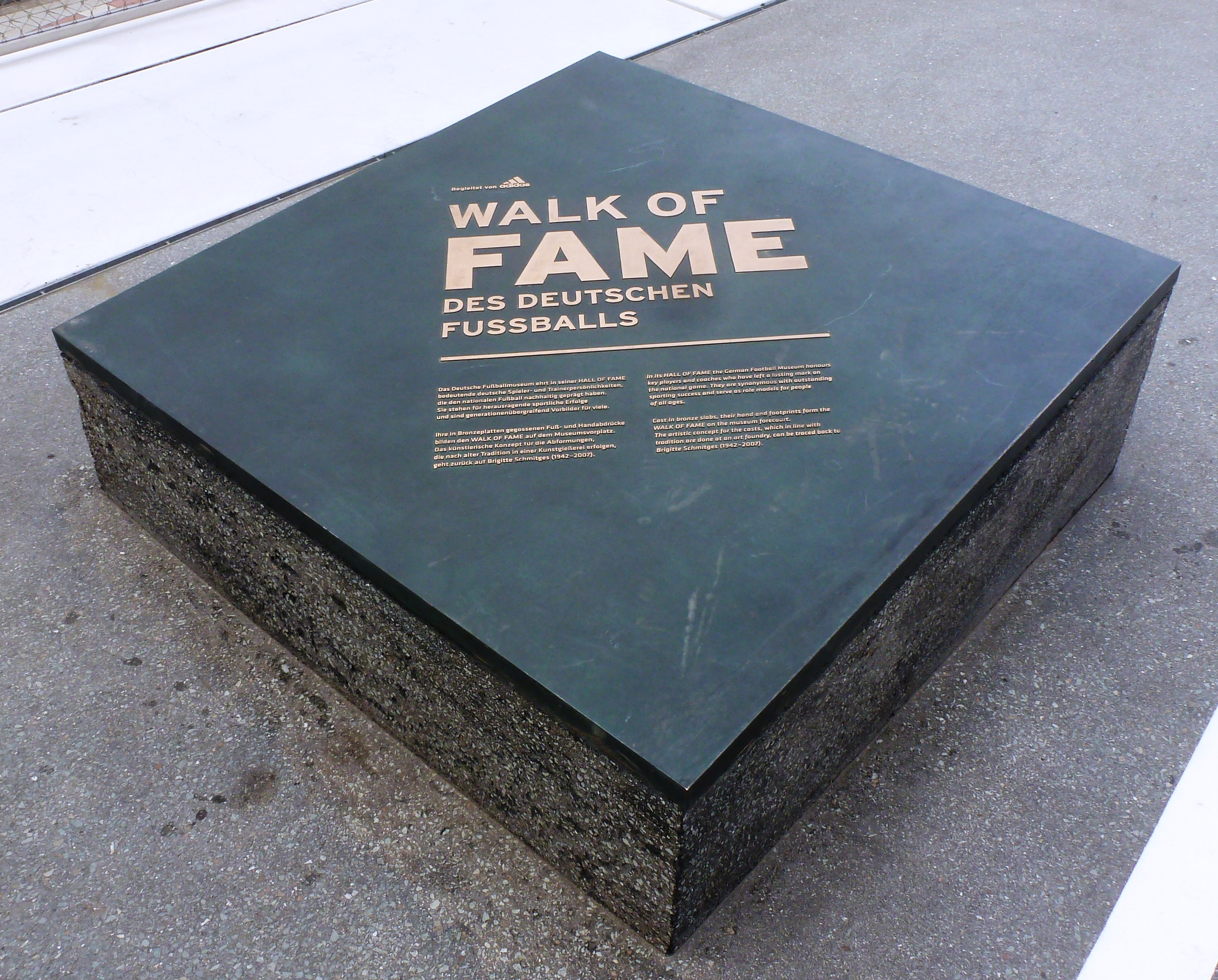
Aleja Gwiazd na dziedzińcu Muzeum Niemieckiej Piłki Nożnej.

Galeria Sławy niemieckiej piłki nożnej (niem. Hall of Fame des deutschen Fußballs) – galeria sławy osób, które wywarły znaczący wpływ na niemiecką piłkę nożną, utworzona w 2018 roku z inicjatywy dyrektora Muzeum Niemieckiej Piłki Nożnej, Manuela Neukirchnera.

## Opis

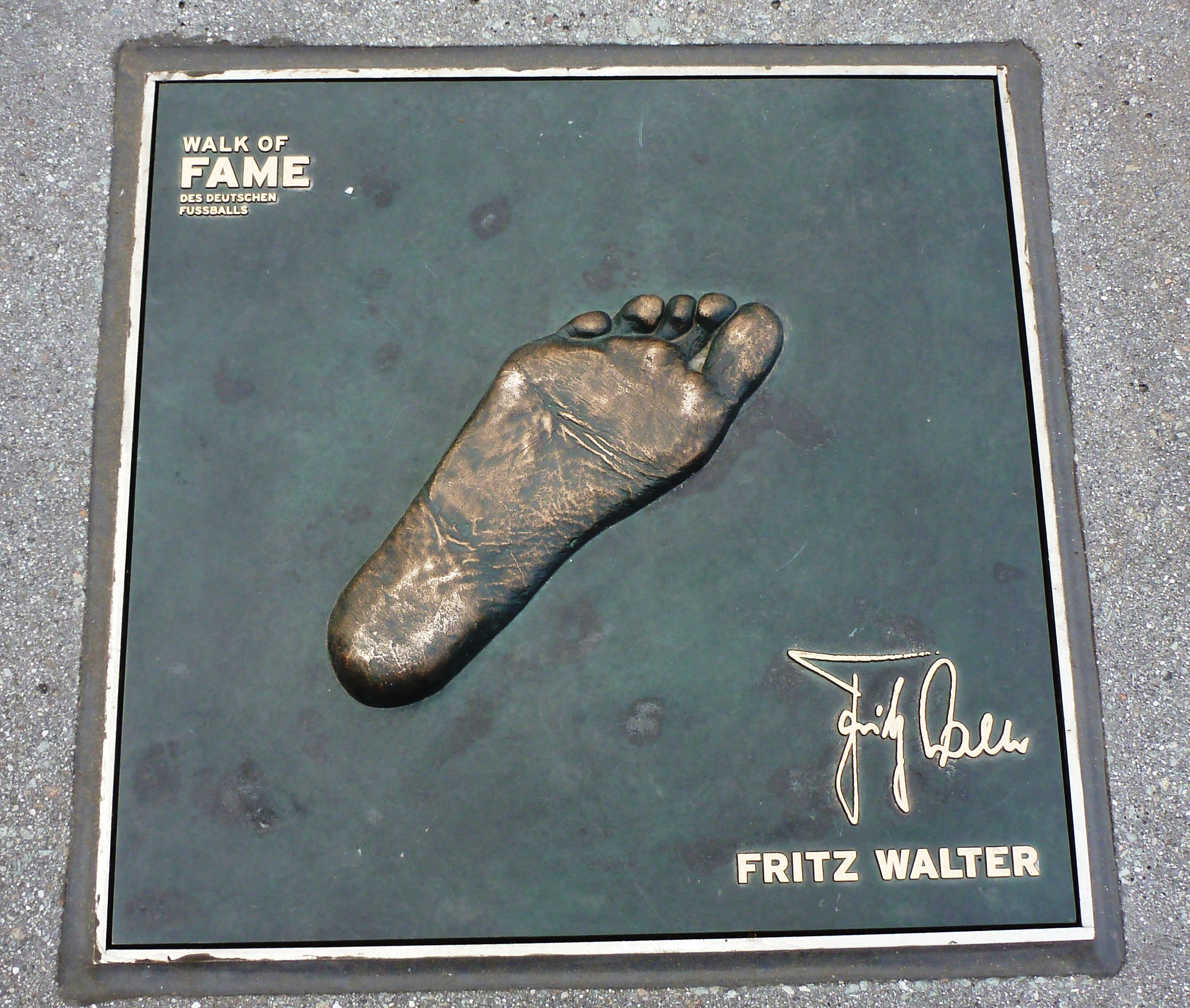
Odcisk stopy Fritza Waltera.

Galeria Sławy niemieckiej piłki nożnej została utworzona w 2018 roku przez Muzeum Niemieckiej Piłki Nożnej w celu uczczenia w celu uczczenia osób, które wywarły znaczący wpływ na niemiecką piłkę nożną i ma na celu promowanie dziedzictwa, historii, kultury i wartości niemieckiej piłki nożnej. Dodawani są członkowie, podzieleni na kategorie: piłkarz, piłkarka, trener i trenerka, a warunkiem dołączenia do galerii było zakończenie kariery od co najmniej 5 lat.
W listopadzie 2018 roku jury składające się z 26 dziennikarzy sportowych wybrało do galerii pierwszych 11 zawodników oraz trenera. Każdy z dziennikarzy przedstawił osobistą listę sugestii, składającą się z 26 zawodników oraz 3 trenerów. W 2019 roku jury wybrało 11 zawodniczek oraz trenerkę.
Skład pierwszego jury wyglądał następująco: Frederik Ahrens (Hamburger Morgenpost), Gernot Bauer (Eurosport), Gianni Costa (Rheinische Post), Alfred Draxler (Bild), Ralph Durry (SID), Marco Fenske (RND), Stefan Frommann (Welt am Sonntag), Thomas Fuhrmann (ZDF), Pit Gottschalk (Funke Sport), Anno Hecker (Frankfurter Allgemeine Zeitung), Christian Hollmann (dpa), Jörg Jakob (Kicker), Sascha Klaverkamp (Ruhr Nachrichten), Philipp Köster (11Freunde), Erich Laaser (VDS), Alexander Laux (Hamburger Abendblatt), Manfred Loppe (RTL), Christian Löer (Kölner Stadt-Anzeiger), Manuel Neukirchner (Niemieckie Muzeum Piłki Nożnej), Dirk Preiß (Stuttgarter Zeitung/Stuttgarter Nachrichten), Dirc Seemann (Sport1), Katrin Schulze (Der Tagesspiegel), Steffen Simon (WDR-Fernsehen), Roman Steuer (Sky), Sabine Töpperwien (WDR-Hörfunk), Mark Weishaupt (Saarbrücker Zeitung).

## Lista laureatów

### Piłkarz
| Rok         | Osoba                  | Opis      |
| ----------- | ---------------------- | --------- |
| 2018        | Sepp Maier             | Bramkarz  |
| 2018        | Franz Beckenbauer      | Obrońca   |
| 2018        | Andreas Brehme         | Obrońca   |
| 2018        | Paul Breitner          | Obrońca   |
| 2018        | Fritz Walter           | Pomocnik  |
| 2018        | Lothar Matthäus        | Pomocnik  |
| 2018        | Matthias Sammer        | Pomocnik  |
| 2018        | Günter Netzer          | Pomocnik  |
| 2018        | Gerd Müller            | Napastnik |
| 2018        | Helmut Rahn            | Napastnik |
| 2018        | Uwe Seeler             | Napastnik |
| 2019        | Oliver Kahn            | Bramkarz  |
| 2019        | Hans-Jürgen Dörner     | Obrońca   |
| 2019        | Wolfgang Overath       | Pomocnik  |
| 2019        | Jürgen Klinsmann       | Napastnik |
| 2020        | Berti Vogts            | Obrońca   |
| 2020        | Andreas Möller         | Pomocnik  |
| 2020        | Michael Ballack        | Pomocnik  |
| 2020        | Klaus Fischer          | Napastnik |
| 2020        | Rudi Völler            | Napastnik |
| 2021        | Jürgen Kohler          | Obrońca   |
| 2021        | Horst Eckel            | Pomocnik  |
| 2021        | Miroslav Klose         | Napastnik |
| 2021        | Joachim Streich        | Napastnik |
| 2022        | Philipp Lahm           | Obrońca   |
| 2022        | Bernd Schuster         | Pomocnik  |
| 2022        | Karl-Heinz Rummenigge  | Napastnik |
| 2023 / 2024 | Bert Trautmann         | Bramkarz  |
| 2023 / 2024 | Guido Buchwald         | Obrońca   |
| 2023 / 2024 | Bastian Schweinsteiger | Pomocnik  |
| 2023 / 2024 | Horst Hrubesch         | Napastnik |

### Piłkarka
| Rok  | Osoba                    | Opis |
| ---- | ------------------------ | --- |
| 2019 | Silke Rottenberg         | Bramkarka                                                                                                |
| 2019 | Doris Fitschen           | Obrończyni                                                                                               |
| 2019 | Steffi Jones             | Obrończyni                                                                                               |
| 2019 | Nia Künzer               | Obrończyni                                                                                               |
| 2019 | Renate Lingor            | Pomocniczka                                                                                              |
| 2019 | Silvia Neid              | Pomocniczka                                                                                              |
| 2019 | Martina Voss-Tecklenburg | Pomocniczka                                                                                              |
| 2019 | Bettina Wiegmann         | Pomocniczka                                                                                              |
| 2019 | Inka Grings              | Napastniczka                                                                                             |
| 2019 | Heidi Mohr               | Napastniczka                                                                                             |
| 2019 | Birgit Prinz             | Napastniczka, rekordzistka względem liczby występów oraz zdobytych goli w kobiecej reprezentacji Niemiec |
| 2022 | Nadine Angerer           | Bramkarka                                                                                                |
| 2022 | Ariane Hingst            | Obrończyni                                                                                               |
| 2022 | Christa Kleinhans        | Pomocniczka, pionierka kobiecej niemieckiej piłki nożnej                                                 |
| 2022 | Anne Trabant-Haarbach    | Pomocniczka, kapitanka w pierwszym oficjalnym meczu reprezentacji RFN                                    |
| 2022 | Bärbel Wohlleben         | Obrończyni, pierwsza laureatka nagrody Gol Miesiąca w RFN                                                |

### Trener
| Rok       | Osoba          | Opis                                                         |
| --------- | -------------- | ------------------------------------------------------------ |
| 2018      | Sepp Herberger | Selekcjoner reprezentacji Niemiec w latach 1936–1964         |
| 2019      | Helmut Schön   | Selekcjoner reprezentacji Niemiec w latach 1964–1978         |
| 2021      | Udo Lattek     | 8-krotne mistrzostwo Niemiec (rekord)                        |
| 2023/2024 | Otto Rehhagel  |                                                              |
| 2023/2024 | Jupp Heynckes  | Zwycięzca Ligi Mistrzów z Realem Madryt i Bayernem Monachium |

### Trenerka
| Rok  | Osoba       | Opis                                                            |
| ---- | ----------- | --------------------------------------------------------------- |
| 2019 | Tina Theune | Selekcjonerka kobiecej reprezentacji Niemiec w latach 1996–2005 |